# Augusto Pinochet
Augusto José Ramón Pinochet Ugarte (n. 25 noiembrie 1915, Valparaíso, Chile – d. 10 decembrie 2006, Santiago de Chile, Chile), cunoscut mai mult ca Augusto Pinochet, a fost un general, om politic de dreapta și dictator chilian, care a îndeplinit funcția de Președinte al Republicii Chile între 1974 și 1990. A condus o juntă militară la putere printr-o lovitură de stat în anul 1973, prin înlăturarea președintelui ales în mod democratic Salvador Allende. A părăsit postul de președinte în anul 1990, după ce a pierdut un referendum național în anul 1988, dar a rămas pentru încă 8 ani comandantul suprem al armatei, iar după aceea a devenit senator pe viață, acțiuni care au îngreunat urmărirea sa în justiție pentru crimele comise în timpul dictaturii sale.
Guvernul chilian estimează că peste 3.000 de oameni au fost uciși în intervalul de timp în care Pinochet s-a aflat la putere, printre aceștia numărându-se victime ale căror cadavre nu au fost găsite niciodată.
Alte mii de oameni au fost torturați, arestați sau forțați să fugă în exil în timpul mandatului său.